# توماس إليوت (لاعب كريكت)
توماس إليوت (بالإنجليزية: Thomas Elliott)‏ (22 مارس 1879 في أستراليا - 21 أكتوبر 1939 في أستراليا) هو لاعب كريكت أسترالي. لعب مع فريق تسمانيا للكريكت.

## وصلات خارجية
- توماس إليوت (لاعب كريكت) على موقع إي آس بي آن كريك إنفو (الإنجليزية)